# Som Gramenet
Som Gramenet és una plataforma ciutadana formada per la coalició local de diverses forces polítiques i socials de Santa Coloma de Gramenet. La candidatura es crea amb el suport de Gent de Gramenet (moviment ciutadà que integra la CUP), Podem -organització que a mitja legislatura deixa de donar suport i es desvincula- i persones independents.
La formació es va presentar a les eleccions municipals de 2015 sota el nom Som Gramenet-Poble Actiu. Durant la campanya, igual que altres plataformes similars com Guanyem Badalona en Comú o Sant Adrià en Comú, Som Gramenet no es va posicionar de cara a les eleccions al Parlament de Catalunya del 27 de setembre, adduint que el seu radi d'acció és el municipalisme i que les seves plataformes representaven gran pluralitat d'idees. Va quedar segona força del consistori amb sis regidors, per darrere del PSC, que en va obtenir catorze, que li van valer la majoria absoluta al municipi. El 2019 es presenta a les eleccions municipals sota el nom Som Gramenet-Alternativa Municipalista (AMUNT), on va perdre tots els regidors obtenint el 4,99% de vots. L'any 2021 va engegar el procés de dissolució.